# Northampton
Northampton (IPA /nɔːrˈθæmptən/) è una città e parrocchia civile del Regno Unito, capoluogo della contea inglese del Northamptonshire.
Sorge lungo il corso del fiume Nene a circa 95 km a nord-ovest di Londra e 80 km a sud-est di Birmingham; maggior parrocchia civile dell'Inghilterra e più grosso centro del Paese senza titolo di città, al censimento del 2021 vantava circa 246000 abitanti.
Il luogo dove sorge l'odierna località era abitato dall'età del bronzo e sede di insediamenti da parte di romani e anglosassoni.
Centro di interesse istituzionale e politico nel Medioevo, con la nascita di università, monasteri e una residenza reale, fu teatro di due battaglie nel 1264 e nel 1460.

## Origini del nome
La più antica menzione del nome della città risale al X secolo come Ham tune, a cui è stato aggiunto successivamente il prefisso North per distinguerla da altre città il cui nome si è evoluto verso la forma Hampton (come ad esempio Southampton), risultando in Nordhamtune e Northantone, Norhthamtune, Norhanthon, Norhantuna, Norhantona, Norhamptone ed infine Northampton.

## Geografia fisica
Sorge nell'Inghilterra centrale, lungo le rive del fiume Nene, a 108 km a nord di Londra.

## Parrocchie civili
Le seguenti parrocchie civili sono state scorporate nel 2021:
- Billing
- Collingtree
- Duston
- Great Houghton
- Hardingstone
- Upton
- Wootton

## Sport
Il Northampton è un club professionistico inglese di rugby a 15 che ha sede a Northampton.
La squadra gioca i propri incontri interni al Franklin's Gardens che ha una capacità di 13 591 posti.
I Northampton Saints, fondati nel 1880, hanno conquistato il loro primo trofeo importante nella stagione 1999/2000 quando sono riusciti a vincere la finale dell'Heineken Cup superando in finale gli irlandesi del Munster.
Il 31 maggio 2014 vincono la loro prima Aviva Premiership superando i Saracens dopo i tempi supplementari con il punteggio di 24-20. 
Il Northampton Town Football Club (NTFC) è un club professionistico inglese di calcio. La squadra gioca i propri incontri interni al Sixfields Stadium di Northampton.

## Amministrazione

### Gemellaggi
- Marburgo
- Poitiers